# Polisbåt 39-9930
Polisbåt 39-9930 är en polisbåt vid Sjöpolisen i Stockholm vid Nacka strand i Nacka. Den är en Arronet 30 Surprise Work med vissa modifieringar och levererades 2018. Den är 9,3 meter lång, drivs av två Mercury utombordsmotorer på 250 hk vardera och har en toppfart på 44 knop.
Båten är tillverkad av aluminium och har en stor arbetsyta på fördäck med fällbar ramp och vinsch.